# A Praise Chorus
A Praise Chorus — последний сингл альбома Bleed American у Jimmy Eat World, вышедший 2002 года.

## "Песня песен"
Этот сингл состоит из семи песен(в скобках, спетый текст):
1. Tommy James & the Shondells - «Crimson and Clover» (Crimson and clover, over and over)
2. Madness - «Our House» (Our house in the middle of the street)
3. The Promise Ring — «Why Did Ever We Meet» (Why did we ever meet?)
4. Bad Company — «Rock 'n' Roll Fantasy» (Started my rock 'n roll fantasy)
5. They Might Be Giants — «Don’t Let’s Start» (Don't, don't, don't let's start.)
6. The Promise Ring — «All of My Everything» (Why did we ever part?)
7. Mötley Crüe — «Kickstart My Heart» (Kickstart my rock 'n rolling heart)

Во время Live концертов после второго припева, Джим Эдкинс исполняет 6 отрывков из песен, а Том Линтон бэк-вокалом поёт «Crimson and Clover». В записанной версии они поют вместе с Дейви вон Болем из The Promise Ring. После записи демоверсии (которая не содержит ни одну из этих песен, но в ней повторяется «Fast action/Come on, come on, come on/Fast action/So what’cha here for»), группа почувствовала, что ей необходимо провести некоторые дополнительные работы вместе с хорами. Jimmy Eat World послали запись вон Болему и другим знакомым группам и сказали: «Пойте нам, что мы знаем».

## Список композиций
| №  | Название                          | Длительность |
| -- | --------------------------------- | ------------ |
| 1. | «The Middle»                      |              |
| 2. | «A Praise Chorus»                 |              |
| 3. | «Bleed American» (Live)           |              |
| 4. | «Firestarter» (The Prodigy cover) |              |
| 5. | «The Middle» (Acoustic)           |              |

| №  | Название                         | Длительность |
| -- | -------------------------------- | ------------ |
| 1. | «The Middle»                     |              |
| 2. | «A Praise Chorus» (Demo version) |              |

## Чарты
| Чарты                             | Место в чарте |
| --------------------------------- | ------------- |
| U.S. Billboard Modern Rock Tracks | 16            |